# Nhìn từ cửa sổ ở Le Gras
Nhìn từ cửa sổ ở Le Gras (tiếng Pháp: Point de vue du Gras) là một bức ảnh do Nicéphore Niépce thực hiện năm 1826 hoặc 1827 từ cửa sổ căn nhà Le Gras của ông ở Saint-Loup-de-Varennes, Pháp. Đây được coi là bức ảnh vĩnh cửu thành công đầu tiên trong lịch sử nhiếp ảnh thế giới.

## Mô tả
Bức ảnh là quang cảnh nhìn từ cửa sổ tầng thượng căn nhà Le Gras của Niépce tại Saint-Loup-de-Varennes. Tác giả thực hiện bức ảnh này bằng cách sử dụng một hộp tối (chambre noire) có tiêu điểm là một lá phủ nhựa đường kính cỡ 20 × 25 cm. Thời gian phơi sáng của bức ảnh là 8 tiếng khiến cho ảnh hiện lên hình Mặt Trời chiếu sáng ở cả hai bên.

## Lịch sử
Ban đầu người ta thống nhất rằng bức ảnh vĩnh cửu thành công đầu tiên trong lịch sử nhiếp ảnh thế giới này được thực hiện vào năm 1826. Tuy nhiên tới năm 1967, Harmant và Marillier sau khi nghiên cứu thư từ của Niépce đã cho rằng bức ảnh này phải được thực hiện năm 1827 trong khoảng thời gian từ ngày 4 tháng 6 cho tới ngày 18 tháng 7. Kết luận này sau đó được nhà nghiên cứu nổi tiếng về lịch sử nghệ thuật Helmut Gernsheim đồng tình dù trước đó ông cũng giữ quan điểm về năm 1826.
Sau một chuyến đi tới Anh để giới thiệu kĩ thuật chụp ảnh của mình cho Royal Society, Niépce giao lại bức ảnh cho nhà thực vật Francis Bauer. Nó được trưng bày trước công chúng lần cuối cùng vào năm 1898 rồi rơi vào quên lãng trước khi được Helmut Gernsheim tìm lại vào năm 1952 để hãng Kodak sao chép lại một phiên bản khác. Tới năm 1973 bản gốc bức tranh được Đại học Texas ở Austin mua lại từ Helmut Gernsheim, hiện nay tác phẩm này được trưng bày tại Trung tâm Harry Ransom của Đại học ở Austin, Texas. Tạp chí Life đã chọn bức tranh này là tác phẩm đầu tiên của cuốn sách 100 Photographs that Changed the World (100 bức ảnh làm thay đổi Thế giới).
Hiện nay, ngôi nhà của Nicéphore Niépce ở Saint-Loup-de-Varennes đã được chuyển thành bảo tàng, từ tháng 9 năm 2003 người ta đã cho đặt một webcam tại đúng vị trí chụp ảnh trước kia của Niépce để mọi người có thể xem bằng cách truy cập vào trang web của bảo tàng.